# Olympische Sommerspiele 1972/Leichtathletik – 4 × 400 m (Frauen)
Die 4-mal-400-Meter-Staffel der Frauen bei den Olympischen Spielen 1972 in München wurde am 9. und 10. September 1972 im Olympiastadion München ausgetragen. Die Disziplin stand bei Olympischen Spielen in diesem Jahr erstmals auf dem Programm. In vierzehn Staffeln nahmen 56 Athletinnen an dem Wettkampf teil.
Den ersten Olympiasieg errang die Staffel der DDR mit Dagmar Käsling, Rita Kühne, Helga Seidler und Monika Zehrt in neuer Weltrekordzeit.
Silber gewann das Team der USA (Mable Fergerson, Madeline Manning, Cheryl Toussaint, Kathy Hammond).
Bronze ging an die Bundesrepublik Deutschland in der Besetzung Anette Rückes, Inge Bödding, Hildegard Falck und Rita Wilden.
Die österreichische Staffel konnte sich nicht für das Finale qualifizieren.

Teams aus der Schweiz und Liechtenstein nahmen nicht teil.

## Rekorde

### Bestehende Rekorde

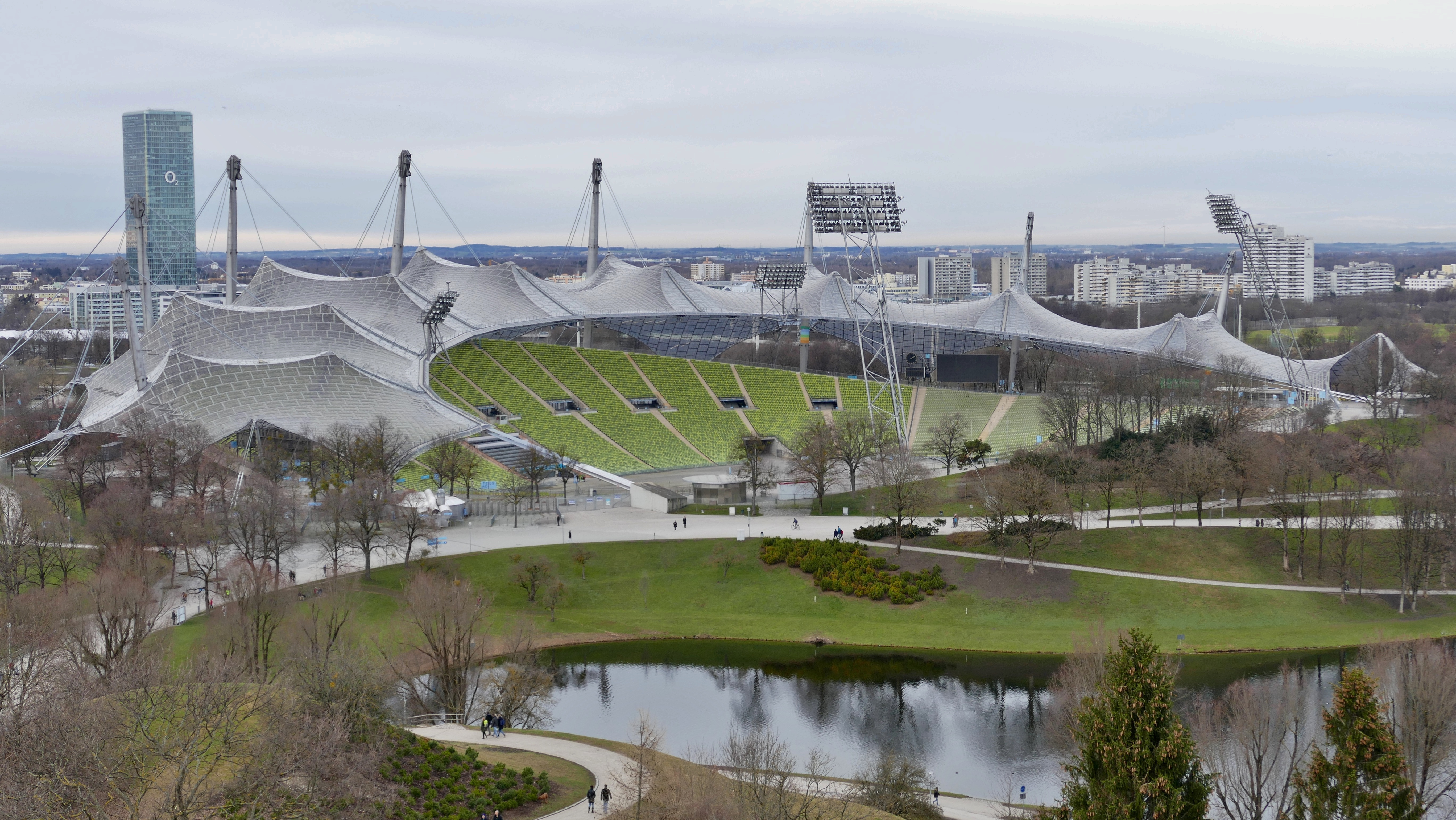
Blick vom Olympiaberg auf das Olympiastadion

| Weltrekord         | 3:28,8 min                                  | DDR (Monika Zehrt, Rita Kühne, Ingelore Lohse, Helga Seidler) | Colombes, Frankreich                        | 5. Juli 1972                                |
| Olympischer Rekord | Wettbewerb erstmals im olympischen Programm | Wettbewerb erstmals im olympischen Programm                   | Wettbewerb erstmals im olympischen Programm | Wettbewerb erstmals im olympischen Programm |

### Erster olympischer Rekord/Rekordverbesserungen
- 3:29,32 min (erster OR) – BR Deutschland (Anette Rückes, Inge Bödding, Hildegard Falck, Rita Wilden), erster Vorlauf am 9. September
- 3:28,48 min (neuer WR) – DDR (Dagmar Käsling, Rita Kühne, Helga Seidler, Monika Zehrt), zweiter Vorlauf am 9. September
- 3:22,95 min (neuer WR) –DDR (Dagmar Käsling, Rita Kühne, Helga Seidler, Monika Zehrt), Finale am 10. September

## Durchführung des Wettbewerbs
Die Staffeln absolvierten am 9. September zwei Vorläufe, in denen sich die jeweils vier besten Teams – hellblau unterlegt – für das Finale am 10. September qualifizierten.

## Zeitplan
09. September, 15:10 Uhr: Vorläufe

10. September, 16:25 Uhr: Finale

## Vorrunde
Datum: 9. September 1972, ab 15:10 Uhr

### Vorlauf 1
| Platz | Staffel        | Besetzung                                                                  | Zeit        | Anmerkung |
| ----- | -------------- | -------------------------------------------------------------------------- | ----------- | --------- |
| 1     | BR Deutschland | Anette Rückes Inge Bödding Hildegard Falck Rita Wilden                     | 3:29,32 min | erster OR |
| 2     | Frankreich     | Martine Duvivier Colette Besson Bernadette Martin Nicole Duclos            | 3:30,02 min |           |
| 3     | Sowjetunion    | Ljubow Runzo Olga Syrowatskaja Natalja Tschistjakowa Nadeschda Kolesnikowa | 3:30,23 min |           |
| 4     | Finnland       | Mona-Lisa Strandvall Pirjo Wilmi Tuula Rautanen Marika Eklund              | 3:30,84 min |           |
| 5     | Kuba           | Asunción Acosta Marcela Chibás Beatriz Castillo Aurelia Pentón             | 3:32,44 min |           |
| 6     | Schweden       | Eva-Charlotte Malmström Elisabeth Randerz Ann Larsson Karin Lundgren       | 3:32,62 min |           |
| 7     | Barbados       | Lorna Forde Barbara Bishop Marcia Trotman Heather Gooding                  | 3:44,45 min |           |

### Vorlauf 2
| Platz | Staffel        | Besetzung                                                               | Zeit        | Anmerkung |
| ----- | -------------- | ----------------------------------------------------------------------- | ----------- | --------- |
| 1     | DDR            | Dagmar Käsling Rita Kühne Helga Seidler Monika Zehrt                    | 3:28,48 min | WR        |
| 2     | USA            | Mable Fergerson Madeline Manning Cheryl Toussaint Kathy Hammond         | 3:28,63 min |           |
| 3     | Australien     | Allison Ross-Edwards Raelene Boyle Cheryl Peasley Charlene Rendina      | 3:29,99 min |           |
| 4     | Großbritannien | Janet Simpson Verona Bernard Jannette Roscoe Rosemary Stirling          | 3:30,05 min |           |
| 5     | Jamaika        | Ruth Williams Una Morris Rosie Allwood Yvonne Saunders                  | 3:31,89 min |           |
| 6     | Österreich     | Christiane Casapicola Helga Kapfer Gerlinde Massing Karoline Käfer      | 3:42,19 min |           |
| DSQ   | Polen          | Bożena Zientarska Krystyna Kasperczyk Elżbieta Skowrońska Danuta Piecyk |             |           |

## Finale
Datum: 10. September 1972, 16:25 Uhr
| Platz | Staffel        | Besetzung                                                                  | Zeit        | Anmerkung |
| ----- | -------------- | -------------------------------------------------------------------------- | ----------- | --------- |
| 1     | DDR            | Dagmar Käsling Rita Kühne Helga Seidler Monika Zehrt                       | 3:22,95 min | WR        |
| 2     | USA            | Mable Fergerson Madeline Manning Cheryl Toussaint Kathy Hammond            | 3:25,15 min |           |
| 3     | BR Deutschland | Anette Rückes Inge Bödding Hildegard Falck Rita Wilden                     | 3:26,51 min |           |
| 4     | Frankreich     | Martine Duvivier Colette Besson Bernadette Martin Nicole Duclos            | 3:27,52 min |           |
| 5     | Großbritannien | Verona Bernard Janet Simpson Jannette Roscoe Rosemary Stirling             | 3:28,74 min |           |
| 6     | Australien     | Allison Ross-Edwards Raelene Boyle Cheryl Peasley Charlene Rendina         | 3:28,84 min |           |
| 7     | Finnland       | Marika Eklund Pirjo Wilmi Tuula Rautanen Mona-Lisa Strandvall              | 3:29,44 min |           |
| 8     | Sowjetunion    | Ljubow Runzo Olga Syrowatskaja Natalja Tschistjakowa Nadeschda Kolesnikowa | 3:31,89 min |           |

Klarer Favorit für dieses Rennen war aufgrund der Bestleistungen der beteiligten einzelnen Läuferinnen die Staffel der DDR. Bei den letztjährigen Europameisterschaften hatte das Team eindeutig dominiert und dabei einen neuen Weltrekord aufgestellt, den es zunächst im Juli der Olympiasaison und dann im zweiten Vorlauf hier in München noch einmal verbessert hatte.
Im Finale liefen die DDR-Frauen von Beginn an unangefochten dem Olympiasieg entgegen. Dabei pulverisierten sie ihren Weltrekord aus der Vorrunde gleich noch einmal um fünfeinhalb Sekunden. Für alle anderen Mannschaften ging es nur noch um die Platzierungen hinter der DDR-Staffel. Mit mehr als zwanzig Metern Rückstand errang das US-amerikanische Team die Silbermedaille vor der Bundesrepublik Deutschland, Frankreich und Großbritannien. Auch die Staffeln von Platz zwei bis vier blieben unter der bis dahin bestehenden Weltrekordmarke der DDR aus dem Vorlauf.

## Video
- München 1972, 4 x 400m Frauen, Leichtathletik, Olympische Spiele, youtube.com, abgerufen am 4. Oktober 2021